# Надворув
Надворув (пол. Nadworów) — село в Польщі, у гміні Радошиці Конецького повіту Свентокшиського воєводства.
Населення — 93 особи (2011).
У 1975-1998 роках село належало до Келецького воєводства.

## Демографія
Демографічна структура на день 31 березня 2011 року:
|          | Загалом | Допрацездатний вік | Працездатний вік | Постпрацездатний вік |
| -------- | ------- | ------------------ | ---------------- | -------------------- |
| Чоловіки | 47      | 11                 | 29               | 7                    |
| Жінки    | 46      | 11                 | 20               | 15                   |
| Разом    | 93      | 22                 | 49               | 22                   |